# 圣阶

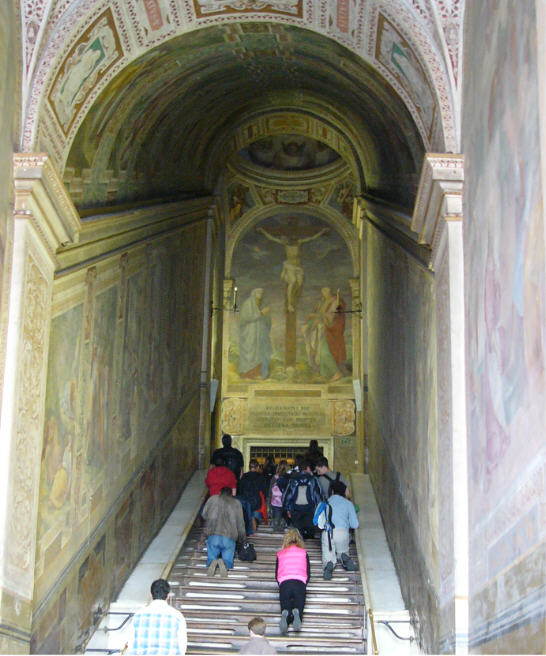
圣阶

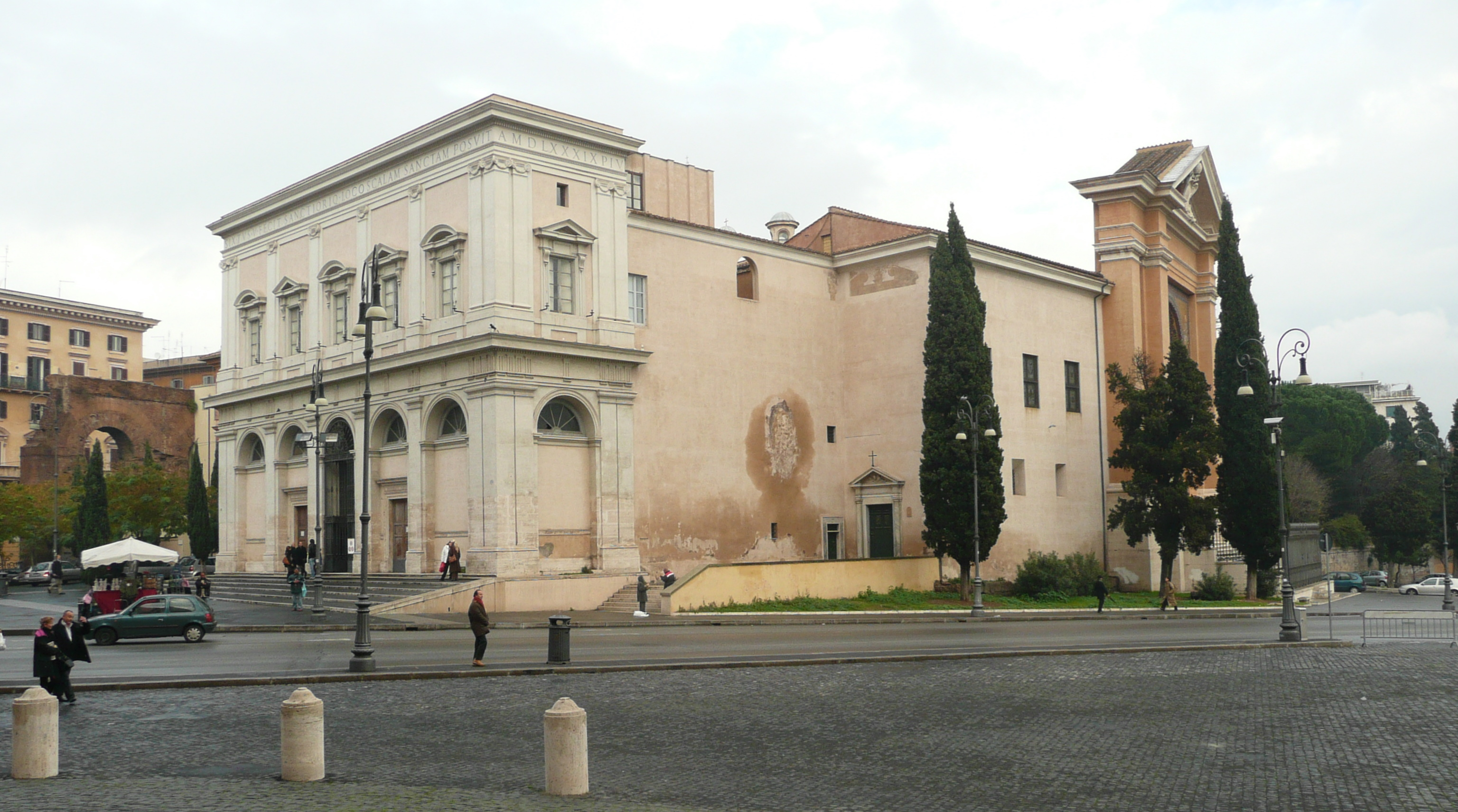

圣阶（拉丁語：Scala Sancta）根据中世纪基督教传说，这是通往耶路撒冷本丟·彼拉多总督衙门的台阶，耶稣由此通过受审，又称“彼拉多台阶”。君士坦丁大帝的母亲聖海倫納在326年从耶路撒冷带到罗马。千百年来，圣阶吸引了许多信徒来此朝圣。 
圣阶包括28级白色大理石台阶，现在外面包裹着防护胡桃木板，仅供信徒跪行。这受到很多朝圣者和信徒的青睐，尤其是在周五和大斋期。两侧的四个台阶则供普通游客行走。圣阶位于拉特朗圣若望大殿斜对面，一座包括部分老拉特朗宫的建筑物中。圣阶通往至圣小堂（Sancta Sanctorum），早期教宗在拉特朗宫的私人小堂，名为圣老楞佐堂。
在天主教内，用膝盖爬上圣阶可得到全大赦。1817年9月2日，庇护七世规定登上圣阶者，每一级可得9年大赦。庇護十世于1908年2月26日规定，忏悔和共融后虔诚的登上圣阶者可得全大赦。
没有几位教宗曾经实践这个虔诚的作法。庇护九世于1853年委托苦难会神父照管圣阶。1870年9月19日，皮埃蒙特人攻入罗马前夕，他登上了圣阶。

## 历史
圣阶原来安放在拉特朗宫的走廊,靠近圣西尔维斯特小堂，覆盖以特殊的屋顶。西斯都五世在1589年拆毁旧教宗宫，重建新宫，他下令将圣阶移至移到现址，至圣小堂前面，后者因保存有许多珍贵文物而得名，其中包括“非人手所绘”的圣像，在某些场合巡行通过罗马。这些神圣的宝藏，自教宗良十世（1513年至1521年）以来无人见过。

## 装饰

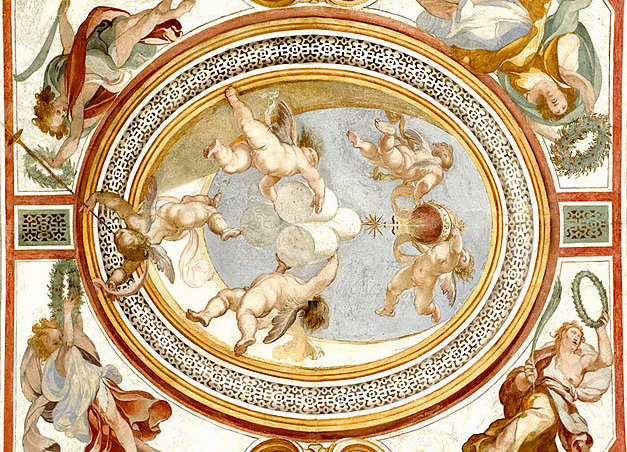
壁画

### 引用
1. ↑  Steps Jesus walked to trial restored to glory （页面存档备份，存于）, Daily Telegraph, Malcolm Moore, 14/06/2007
2. ↑  Nickell, Joe. . . Lexington: University Press of Kentucky. 2007: 96–97. ISBN 0813124255.
3. ↑  Lea, Henry.  3. Philadelphia: Lea Bros. 1896: 457–458. ISBN 1402161085.
4. ↑  Ewart Witcombe, p. 372.